# Campeonato Asiático de Atletismo de 2013 - 5000 m feminino
A prova dos 5000 metros feminino do Campeonato Asiático de Atletismo de 2013 foi disputada no dia 7 de julho de 2013 no Shree Shiv Chhatrapati Sports Complex em Pune, na Índia. 

## Recordes
Antes desta competição, os recordes mundiais e do campeonato nesta prova eram os seguintes:
|                       | Nome                   | Nacionalidade | Tempo      | Local  | Data                  |
| --------------------- | ---------------------- | ------------- | ---------- | ------ | --------------------- |
| Recorde mundial       | Tirunesh Dibaba        | Etiópia       | 14m 11s 15 | Oslo   | 6 de junho de 2008    |
| Recorde do campeonato | Tejitu Daba Chalchissa | Bahrein       | 15m 22s 48 | Kobe   | 9 de julho de 2011    |
| Recorde asiático      | Bo Jian                | China         | 14m 28s 09 | Xangai | 23 de outubro de 1997 |

Os seguintes recordes foram estabelecidos durante esta competição:
| Data       | Evento | Atleta           | Nacionalidade          | Tempo      | Notas                 |
| ---------- | ------ | ---------------- | ---------------------- | ---------- | --------------------- |
| 7 de julho | Final  | Betlhem Desalegn | Emirados Árabes Unidos | 15m 12s 84 | Recorde do campeonato |

## Medalhistas
| Ouro                   | Prata                | Bronze            |
| Betlhem Desalegn (UAE) | Shitaye Eshete (BHR) | Tejitu Daba (BHR) |

## Cronograma
Todos os horários são locais (UTC+5:30).
| Data       | Hora  | Evento |
| ---------- | ----- | ------ |
| 7 de julho | 17:10 | Final  |

## Final
A final da prova ocorreu dia 7 de julho às 17:10.
| Posição           | Atleta                     | Nacionalidade          | Tempo    | Notas                 |
| ----------------- | -------------------------- | ---------------------- | -------- | --------------------- |
| Medalha de ouro   | Betlhem Desalegn           | Emirados Árabes Unidos | 15:12.84 | Recorde do campeonato |
| Medalha de prata  | Shitaye Eshete             | Bahrein                | 15:22.17 |                       |
| Medalha de bronze | Tejitu Daba                | Bahrein                | 15:38.63 |                       |
| 4                 | Alia Saeed Mohammed        | Emirados Árabes Unidos | 15:45.55 |                       |
| 5                 | Shiho Takechi              | Japão                  | 16:01.29 |                       |
| 6                 | Gulzhanet Zhanatbek        | Cazaquistão            | 16:16.07 |                       |
| 7                 | Preeja Sreedharan          | Índia                  | 16:29.64 |                       |
| 8                 | O. P. Jaisha               | Índia                  | 16:35.47 |                       |
| 9                 | Kim Chun Mi                | Coreia do Norte        | 16:37.77 |                       |
| 10                | Kim Son Hui                | Coreia do Norte        | 16:38.98 |                       |
| 11                | Rajasekara Niluka Geethani | Sri Lanka              | 16:43.52 |                       |
| 12                | Viktoriia Poliudina        | Quirguistão            | 16:57.85 |                       |
| 13                | Mariia Korobitskaia        | Quirguistão            | 16:58.53 |                       |
| 14                | Kavita Raut                | Índia                  | DNS      |                       |
| 14                | Sitora Khamidova           | Uzbequistão            | DNS      |                       |

Legenda
| Recorde mundial       | Recorde mundial (World record)               |                       | Recorde africano                      | Recorde africano (African) |                                           | Q | Classificado por posição (Qualified) |
| Recorde do campeonato | Recorde do campeonato (Championship record)  | Recorde da América    | Recorde da América (Americas)         | q                          | Classificado por melhor tempo (Qualified) |   |                                      |
| Melhor marca do ano   | Melhor marca do ano (World leading)          | Recorde asiático      | Recorde asiático (Asian)              | DNS                        | Não largou (Did not start)                |   |                                      |
| Recorde nacional      | Recorde nacional (National record)           | Recorde europeu       | Recorde europeu (European)            | DNF                        | Não terminou (Did not finish)             |   |                                      |
| Recorde pessoal       | Recorde pessoal do atleta (Personal best)    | Recorde da Oceania    | Recorde da Oceania (Oceania)          | DSQ / DQ                   | Desclassificado (Disqualified)            |   |                                      |
| Recorde da temporada  | Recorde da temporada do atleta (Season best) | Recorde sul-americano | Recorde sul-americano (South America) | NM                         | Sem marca (No mark)                       |   |                                      |